# Danske lystbilleder
Danske lystbilleder er en dansk dokumentarfilm fra 1973, der er instrueret af Peter Refn efter manuskript af Poul Raae.

## Handling
Med filmstrimlen som en slags notesblok oplever en rejsende de forskelligste facetter af livet i Danmark og de måder, det sælges til turisterne på.